# Евдокимов, Владимир Васильевич
Влади́мир Васи́льевич Евдоки́мов (24 июня 1928 — 20 марта 2016) — рабочий Муромского вагонного депо на Горьковской железной дороге (Муромский район Владимирской области), полный кавалер ордена Трудовой Славы.

## Биография
Родился 24 июня 1928 года в деревне Макаровка (ныне Муромский район Владимирской области) в крестьянской семье. В 1939 году окончил начальную школу. Во время Великой Отечественной войны работал в колхозе, за труд в военное время был награждён медалью «За доблестный труд в Великой Отечественной войне 1941—1945 гг.».
В 1947 году начал работать слесарем по ремонту в Муромском вагонном депо. С 1949 по 1953 год проходил службу в армии на Дальнем Востоке. После демобилизации вернулся работать в Муромское вагонное депо. В 1963 году был назначен бригадиром сборочного цеха, а в 1966 году переведён на должность осмотрщика вагонов. 4 марта 1976 года за рационализаторство указом президиума Верховного Совета СССР был награждён орденом Трудовой славы 3-й степени. 2 апреля 1981 года награждён орденом Трудовой славы 2-й степени.
Указом Президиума Верховного Совета СССР от 3 июля 1986 года за успехи, достигнутые в выполнении заданий одиннадцатой пятилетки и социалистических обязательств, награждён орденом Трудовой славы 1-й степени.
В 1990 году вышел на пенсию и жил в городе Муроме.
Скончался 20 марта 2016 года в Муроме и похоронен на Грибовском кладбище Муромского района.

## Награды
- Орден Трудовой Славы I степени № 399, 3 июля 1986 года
- Орден Трудовой Славы II степени № 7293, 2 апреля 1981 года
- Орден Трудовой Славы III степени № 327488, 4 марта 1976 года
- Медаль «За доблестный труд в Великой Отечественной войне 1941—1945 гг.», 1945 год
- Знак «Почётный железнодорожник», 29 июля 1986 года

## Примечание
1. ↑  Евдокимов Владимир Васильевич. www.warheroes.ru. Дата обращения: 21 февраля 2020. Архивировано 8 января 2020 года.
2. ↑  Ольга Люлина. «Я не герой. Я труженик» (рус.) // Gudok.ru. — 2012. — 4 май (№ 17—18).
3. ↑  Герой Отечества проживает и в Муроме | MUROM.RU. www.murom.ru. Дата обращения: 21 февраля 2020. Архивировано 21 февраля 2020 года.